# Interop V-Lab
Das INTEROP V-Lab (International Virtual Laboratory for Enterprise Interoperability) ist ein Netzwerk aus Organisationen, das Wissenschaftler, Forschungszentren, Vertreter von Industrieinteressen und kleine und mittlere Unternehmen (KMU)s zusammenbringt. Sitz der Organisation ist Brüssel. Die Mitglieder stammen aus mehreren europäischen Ländern sowie aus China und repräsentieren 250 Wissenschaftler und 70 Organisationen.
Die Gründung erfolgte 2007 und ist das Ergebnis aus dem 42 Monate dauernden Network of Excellence INTEROP (Interoperability research for networked enterprise applications and software), einer Forschungsinitiative der Europäischen Union.

## Motivation
Interoperabilität, im Speziellen die so genannte Enterprise Interoperability (EI), beschäftigt sich mit Ansätzen, integrative Lösungen zu entwickeln um heterogene industrielle Systeme, öffentliche Verwaltungen oder Organisationen miteinander zu verbinden.
Zweck der Organisation ist es, innerhalb des Interoperatibilitätskontextes Forscher und Forschungseinrichtungen sowie Industrievertreter miteinander zu verbinden. Die grundlegende Zielsetzung ist dabei die Defragmentierung der europäischen Forschungs- und Wissenschaftslandschaft und die Unterstützung der Zusammenarbeit dieser mit anderen Regionen der Welt:
- durch Unterstützung von Forschung, Lehre und Innovation im Bereich der Enterprise Interoperability
- durch das Wirken als Kompetenzzentrum im Bereich der Enterprise Interoperability weltweit

## Aktivitäten
Die Aktivitäten bestehen unter anderem aus Forschung, Lehre und Trainingsdienstleistungen sowie Standardisierungsberatung.
Die eigenständige Forschung innerhalb INTEROP-VLabs setzt auf den folgenden drei Schlüsselkomponenten auf:
- Informations- und Kommunikationstechnologie als technologische Grundlage interoperabler Systeme
- Modellbildung von Prozessen, Organisationen und Organisationseinheiten zur Entwicklung und Umsetzung geeigneter Strukturen für interoperable Unternehmen und öffentliche Organisationen
- Die Entwicklung und Spezifikation von Ontologien zur Sicherstellung semantischer Konsistenz innerhalb verbundener Organisationen mit den folgenden Schwerpunkten
  - theoretische Grundlagenarbeit
  - Untersuchung und Entwicklung von Schlüsseltechnologien
  - Entwicklung beispielhafter Applikationen

Bislang entwickelte Lösungen sind beispielsweise:
- I-V KMap (INTEROP-VLab Knowledge Map), ein Kompetenzmanagementsystem innerhalb des EI Bereiches, das auf einer ontologiebasierten Suchmaschine aufsetzt und es so erlaubt, relevante Dokumente und Inhalte bezüglich eines speziellen Wissensbereiches zu finden.
- Die I-V e-Learning Platform, mit 50 Web-Kursen und Seminaren in den Bereichen EI, Modellierung, Ontologien und Architektur & Plattformen anbietet

## Mitglieder
Die Mitglieder organisieren sich in „Pole“s, dabei stellt ein „Pole“ eine Menge aus Partnern innerhalb einer geographischen Region, innerhalb eines Staates oder einer Gruppe von Staaten dar. Die Aktivitäten der einzelnen Organisationen werden auf europäischer Ebene koordiniert.
Die Mitglieder sind:
- INTEROP-VLab Pole France Grand Sud-Ouest (PGSO)
- DFI (Deutsches Forum für Interoperabilität e.V.)
- INTEROP-VLab UK Pole
- INTEROP-VLab China Pole
- INTEROP-VLab INTERVAL Pole
- INTEROP-VLab Portuguese Pole (INTEROP-PtRP)
- INTEROP-VLab.IT
- INTEROP North Pole